# Баренфлет
Баренфлет (нім. Bahrenfleth) — громада в Німеччині, розташована в землі Шлезвіг-Гольштейн. Входить до складу району Штайнбург. Складова частина об'єднання громад Кремпермарш.
Площа — 14,77 км2. Населення становить 576 ос. (станом на 31 грудня 2020).